# La Unión 1.ª Sección (Amatillo)
La Unión 1.ª Sección (Amatillo) es una ranchería del municipio de Paraíso ubicado en la subregión de la Chontalpa del estado mexicano de Tabasco.

## Geografía
La localidad se ubica a 11.5 kilómetros (en dirección oeste) de la localidad de Paraíso, la cabecera y lugar más poblado del municipio. Se sitúa en las coordenadas geográficas 18°25′30″N 93°16′47″O / 18.425000, -93.279722, a una elevación de 1 metro sobre el nivel del mar.

## Demografía
Según el Conteo de Población y Vivienda 2020, efectuado por el Instituto Nacional de Estadística y Geografía, la localidad de La Unión 1.ª Sección (Amatillo) tiene 855 habitantes, de los cuales 447 son del sexo masculino y 408 del sexo femenino. Su tasa de fecundidad es de 2.3 hijos por mujer y tiene 216 viviendas particulares habitadas.
| Gráfica de evolución demográfica de La Unión 1.ª Sección (Amatillo) entre 1980 y 2020 |
|                                                                                       |
| INEGI.                                                                                |